# Paseo de los Estudiantes (Costa Rica)
El Paseo de los Estudiantes es el nombre oficial de calle 9 al sur de la ciudad de San José, capital de Costa Rica, la calle es actualmente para uso de peatones, pero lo atraviesan varias avenidas de uso vehicular.

## Ubicación
Se trata de un bulevar localizado entre la Libertador Juan Rafael Mora Porras (Avenida 2) y Avenida República de Panamá (Avenida 18), iniciándose en la Iglesia de la Soledad y culminando en las instalaciones del Liceo de Costa Rica. 

## Toponimia
Lleva su nombre en honor a los estudiantes de secundaria del Liceo de Costa Rica, el Colegio Superior de Señoritas y el Colegio Seminario que se opusieron a la dictadura de Federico Tinoco Granados (1917-1919), que hicieron de la plazoleta ubicada frente a la iglesia el centro de sus protestas. 
El 28 de abril de 2016, se inauguró un monumento al movimiento cívico estudiantil de 1919, obra del escultor costarricense Édgar Zúñiga.

## Barrio chino
En 2012, la Municipalidad de San José construyó un barrio chino en el mismo sitio, el primero de su clase en América Central, con el propósito de reactivar el comercio capitalino. El nombre Paseo de los Estudiantes continúa siendo el oficial por ley.